# Olha Šalahina
Olha Šalahina (ukrajinsky: Ольга Шалагіна, * 12. dubna 1983) je bývalá ukrajinská reprezentantka ve sportovním lezení, mistryně světa v boulderingu, mistryně Ukrajiny, juniorská mistryně světa v lezení na obtížnost a v lezení na rychlost. Zasloužilá mistryně sportu.
Kromě boulderingu závodila na světových závodech dlouhodobě také v lezení na obtížnost. Na Rock Master v italském Arcu byla několikrát pozvána v obou disciplínách a v obou stála na stupních vítězů.
V lezení na rychlost se po juniorských závodech objevila ještě na mezinárodních závodech v německém Friedrichshafenu v roce 2004, kde zvítězila v lezení na rychlost i na obtížnost.
Pochází z nehorolezecké rodiny, k lezení ji i s bratrem motivoval starší Michail Šalagin (* 1982), zasloužilý trenér, mistr sportu a mistr Ukrajiny. Ukrajinu reprezentoval také mladší bratr Alexandr Šalagin (* 1989), trenér, mistr Ukrajiny a mistr sportu.

## Výkony a ocenění
- 2001: první čtyřnásobná vítězka Mistrovství světa juniorů, celkem sedm medailí do roku 2002
- 2005-2010: šest nominací (ve dvou disciplínách) na prestižní závody Rock Master v italském Arcu, v obou získala medaile
- zasloužilá mistryně sportu

### Závodní výsledky
| Arco Rock Master | Arco Rock Master | Arco Rock Master | Arco Rock Master | Arco Rock Master | Arco Rock Master | Arco Rock Master |
| Rok              | 2005             | 2006             | 2007             | 2008             | 2009             | 2010             |
| ---------------- | ---------------- | ---------------- | ---------------- | ---------------- | ---------------- | ---------------- |
| Obtížnost        | 3                | —                | —                | 5                | —                | —                |
| Bouldering       | —                | 2-3              | 3                | —                | 5                | 2                |

| Mistrovství světa | Mistrovství světa | Mistrovství světa | Mistrovství světa | Mistrovství světa | Mistrovství světa | Mistrovství světa |
| Rok               | 2005              | 2007              | 2009              | 2011              | 2012              | 2014              |
| ----------------- | ----------------- | ----------------- | ----------------- | ----------------- | ----------------- | ----------------- |
| Obtížnost         | 4                 | —                 | —                 | 19                | 20                | —                 |
| Bouldering        | 1                 | 15                | 2                 | 14                | 27-28             | 29-30             |

| Světový pohár       | Světový pohár | Světový pohár | Světový pohár             | Světový pohár | Světový pohár          | Světový pohár    | Světový pohár    | Světový pohár | Světový pohár        | Světový pohár           | Světový pohár    | Světový pohár          |
| Rok                 | 2001          | 2003          | 2004                      | 2005          | 2006                   | 2007             | 2008             | 2009          | 2010                 | 2011                    | 2012             | 2013                   |
| ------------------- | ------------- | ------------- | ------------------------- | ------------- | ---------------------- | ---------------- | ---------------- | ------------- | -------------------- | ----------------------- | ---------------- | ---------------------- |
| Obtížnost           | 18            | —             | 10                        | 25            | 23                     | 8                | —                | —             | 24                   | 47                      | —                | —                      |
| jednotlivě* (0/1/1) | 13,-,17, 13,- | —             | 5,,16, · 6,11,-, · 16,-,- | -,-,-, 4,-,19 | -,-,-,-, -,-,-, 11,7,- | 10,6,8, · ,6,-   | —                | —             | -,-,-, -,-,7         | 18,23, -,-,-,-, -,-,-,- | —                | —                      |
|                     |               |               |                           |               |                        |                  |                  |               |                      |                         |                  |                        |
| Bouldering          | —             | 25-27         | 25                        | —             | 10                     | 2                | 19               | 11            | 18                   | 15                      | 23-24            | 22-23                  |
| jednotlivě* (2/3/3) | —             | -,-,10 ,-,-,- | -,-,4,-,-,-               | —             | ,-,-, · -,-, · ,-      | ,,6, · -,, · 12, | -,-,-, -,-, 4,10 | ,-, · 8,-,-   | -,-,-, 10,-, 11-13,7 | -,-,-, · 15,-,-, · ,7,- | -,-,-,6, 29-30,- | 25-26,-, -,-,20, 8,-,- |
|                     |               |               |                           |               |                        |                  |                  |               |                      |                         |                  |                        |
| Kombinace           | —             | —             | 6                         | —             | 8                      | 6                | —                | —             | 13                   | 15                      | —                | —                      |

* poznámka: nalevo jsou poslední závody v roce
| Mistrovství Evropy | Mistrovství Evropy | Mistrovství Evropy | Mistrovství Evropy | Mistrovství Evropy | Mistrovství Evropy |
| Rok                | 2006               | 2007               | 2008               | 2010               | 2013               |
| ------------------ | ------------------ | ------------------ | ------------------ | ------------------ | ------------------ |
| Obtížnost          | 4                  | jen bouldernig     | 10                 | 6                  | 27                 |
| Bouldering         | zrušeno            | 2                  | —                  | 3                  | 9                  |

| Mistrovství Ukrajiny | Mistrovství Ukrajiny | Mistrovství Ukrajiny |
| Rok                  | 2004                 | 2005                 |
| -------------------- | -------------------- | -------------------- |
| Obtížnost            | 1                    | 1                    |
| Rychlost             | 1                    |                      |

| Mistrovství světa juniorů | Mistrovství světa juniorů | Mistrovství světa juniorů | Mistrovství světa juniorů | Mistrovství světa juniorů | Mistrovství světa juniorů |
| Rok                       | 1998 kat B                | 1999 kat A                | 2000 kat A                | 2001 juniorky             | 2002 juniorky             |
| ------------------------- | ------------------------- | ------------------------- | ------------------------- | ------------------------- | ------------------------- |
| Obtížnost                 | 1                         | 1                         | 2                         | 1                         | 3                         |